# Internationale Filmfestspiele von Cannes 1995
Die 48. Internationalen Filmfestspiele von Cannes 1995 fanden vom 17. Mai bis zum 28. Mai 1995 statt.

## Wettbewerb
Im Wettbewerb des diesjährigen Festivals wurden folgende Filme gezeigt:
| Filmtitel                                      | Regisseur                     | Produktionsland                                                | Darsteller (Auswahl)                              |
| L’amore molesto                                | Mario Martone                 | Italien                                                        |                                                   |
| Der Blick des Odysseus                         | Theo Angelopoulos             | Deutschland, Großbritannien, Griechenland, Frankreich, Italien | Harvey Keitel, Maia Morgenstern, Erland Josephson |
| Carrington                                     | Christopher Hampton           | Großbritannien, Frankreich                                     | Emma Thompson, Jonathan Pryce                     |
| Dead Man                                       | Jim Jarmusch                  | USA, Deutschland, Japan                                        | Johnny Depp, John Hurt, Robert Mitchum            |
| Ed Wood                                        | Tim Burton                    | USA                                                            | Johnny Depp, Martin Landau, Sarah Jessica Parker  |
| Engel und Insekten                             | Philip Haas                   | USA, Großbritannien                                            | Mark Rylance, Kristin Scott Thomas, Patsy Kensit  |
| Haonan haonu                                   | Hou Hsiao-Hsien               | Japan, Taiwan                                                  |                                                   |
| Hass                                           | Mathieu Kassovitz             | Frankreich                                                     | Vincent Cassel, Saïd Taghmaoui                    |
| Jefferson in Paris                             | James Ivory                   | Frankreich, USA                                                | Nick Nolte, Gwyneth Paltrow, Thandie Newton       |
| Kids                                           | Larry Clark                   | USA                                                            | Leo Fitzpatrick, Chloë Sevigny, Justin Pierce     |
| King George – Ein Königreich für mehr Verstand | Nicholas Hytner               | Großbritannien                                                 | Nigel Hawthorne, Helen Mirren, Ian Holm           |
| Das Kloster                                    | Manoel de Oliveira            | Portugal, Frankreich                                           | Catherine Deneuve, John Malkovich                 |
| Land and Freedom                               | Ken Loach                     | Großbritannien, Spanien, Deutschland, Italien                  | Ian Hart, Icíar Bollaín                           |
| Die Neonbibel                                  | Terence Davies                | Großbritannien                                                 | Jacob Tierney, Gena Rowlands                      |
| Rangoon                                        | John Boorman                  | Großbritannien, USA                                            | Patricia Arquette, Frances McDormand              |
| Senatorul melcilor                             | Mircea Daneliuc               | Rumänien                                                       | Dorel Vișan                                       |
| Shanghai Serenade                              | Zhang Yimou                   | Frankreich, VR China                                           | Gong Li                                           |
| Sharaku                                        | Masahiro Shinoda              | Japan                                                          |                                                   |
| Die Stadt der verlorenen Kinder                | Marc Caro, Jean-Pierre Jeunet | Frankreich, Deutschland, Spanien                               | Ron Perlman, Dominique Pinon                      |
| Der Teufel und die blaue See                   | Marion Hänsel                 | Belgien, Frankreich, Großbritannien                            | Stephen Rea                                       |
| Treffpunkt Kronen-Bar                          | Montxo Armendáriz             | Spanien                                                        | Juan Diego Botto, Jordi Mollà                     |
| Underground*                                   | Emir Kusturica                | Frankreich, Jugoslawien, Deutschland, Ungarn                   | Miki Manojlović, Lazar Ristovski, Mirjana Joković |
| Vergiß nicht, daß du sterben mußt              | Xavier Beauvois               | Frankreich                                                     | Xavier Beauvois, Chiara Mastroianni               |
| Waati                                          | Souleymane Cissé              | Frankreich, Mali, Burkina Faso                                 |                                                   |

* = Goldene Palme

## Internationale Jury
In diesem Jahr war die französische Schauspielerin Jeanne Moreau Jurypräsidentin. Sie stand einer Jury mit folgenden Mitgliedern vor: Gianni Amelio, Jean-Claude Brialy, Nadine Gordimer, Gaston Kaboré, Michèle Ray-Gavras, Emilio Garcia Riera, Philippe Rousselot, John Waters und Mariya Zvereva.

## Preisträger
- Goldene Palme: Underground

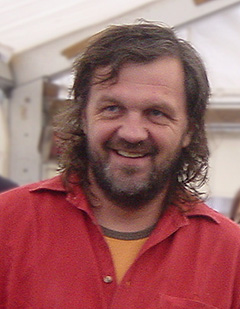
Emir Kusturica, Regisseur von Underground

- Großer Preis der Jury: Der Blick des Odysseus
- Preis der Jury: Vergiß nicht, daß du sterben mußt
- Sonderpreis der Jury: Carrington
- Bester Schauspieler: Jonathan Pryce in Carrington
- Beste Schauspielerin: Helen Mirren in King George – Ein Königreich für mehr Verstand
- Beste Regisseur: Mathieu Kassovitz für Hass
- Technikpreis: Shanghai Serenade

## Weitere Preisträger
- FIPRESCI-Preis: Land and Freedom und Der Blick des Odysseus
- Preis der Ökumenischen Jury: Land and Freedom